# Vigonza
Vigonza é uma comuna italiana da região do Vêneto, província de Pádua, com cerca de 19.449 habitantes. Estende-se por uma área de 33,32 km², tendo uma densidade populacional de 589 hab/km². Faz fronteira com Cadoneghe, Campodarsego, Fiesso d'Artico (VE), Noventa Padovana, Padova, Pianiga (VE), Stra (VE), Villanova di Camposampiero.

## Demografia
| Variação demográfica do município entre 1861 e 2011                               |
|                                                                                   |
| Fonte: Istituto Nazionale di Statistica (ISTAT) - Elaboração gráfica da Wikipedia |